# آنتونی استراکر
آنتونی استراکر (انگلیسی: Anthony Straker؛ زادهٔ ۲۳ سپتامبر ۱۹۸۸) بازیکن فوتبال اهل بریتانیا است.
از باشگاه‌هایی که در آن بازی کرده‌است می‌توان به باشگاه فوتبال وایکام واندررز، باشگاه فوتبال بث سیتی، باشگاه فوتبال مادرول، باشگاه فوتبال ساوتند یونایتد، باشگاه فوتبال گریمزبی تاون، باشگاه فوتبال آلدرشات تاون، باشگاه فوتبال هاوانت و واترلوویل، و باشگاه فوتبال یورک سیتی اشاره کرد.
وی همچنین در تیم‌های ملی فوتبال زیر ۱۸ سال انگلستان و گرنادا بازی کرده‌است.